# Johann Gottlieb Stephanie
Johann Gottlieb Stephanie dit Gottlib Stephanie le Jeune  né le 19 février 1741 à Breslau en Autriche et mort le 23 janvier 1800 à Vienne (Autriche), est un acteur, auteur dramatique et librettiste d'opéras autrichien.
Il est surnommé le jeune par opposition à son frère Christian Gottlob Stephanie dit « l'Ancien ».

## Livrets
Il est aujourd'hui surtout connu en tant que librettiste d'opéras de Mozart.
- L'Enlèvement au sérail, 1782, musique de Wolfgang Amadeus Mozart
- Le Directeur de théâtre, 1786, musique de Wolfgang Amadeus Mozart

mais aussi pour
- Der Doktor und sein Apotheker, 1786, sur une musique de Carl Ditters von Dittersdorf